# Reistadløpet
Reistadløpet, tidigare Ole Reistads minneløp, är ett årligt långlopp på längdskidor som går från Setermoen till Bardufoss i Troms. Loppet har tidigare gått över två distanser, 34 och 50 km, och 50 km-loppet har varit en del av Ski Classics sedan 2017. Fram till och med 2016 var loppet 30 km och från 2017 till 2018 blev loppet lagt om till distanserna 34 och 50 km. 
I 2023 blev det längsta loppet förkortat från 50 till 40 km. 2025 kördes tävlingen enbart på distansen 46 km och Ebba Andersson vann damklassen och detsamma gjorde hon 2022. 2019 vann Mikael Gunnufsen herrklassen och Astrid Øyre Slind damklassen.